# Angaeus lenticulosus
Angaeus lenticulosus là một loài nhện trong họ Thomisidae.
Loài này thuộc chi Angaeus. Angaeus lenticulosus được Eugène Simon miêu tả năm 1903.